# Орешник (ракета)
«Оре́шник» — российский экспериментальный подвижный грунтовый ракетный комплекс и одноимённая баллистическая ракета средней дальности, название которой впервые произнёс 21 ноября 2024 года президент России Владимир Путин после ракетного удара по Днепру в ходе российского вторжения в Украину. Первая в мире ракета средней дальности с разделяющейся головной частью, применённая в боевых условиях. По оценкам военных экспертов, «Орешник» является модификацией комплекса РС-26 «Рубеж».

## Разработка и характеристики
Cудя по опубликованным видео удара, ракета оснащена разделяющейся головной частью индивидуального наведения.
Ракету относят к тому же типу, к которому относилась советская РСД-10 «Пионер» и должна была относиться перспективная РС-26 «Рубеж», исключённая в 2018 году из государственной программы вооружений до 2027 года из-за недостатка финансирования (тогда в качестве более приоритетной тематики упоминался гиперзвуковой комплекс «Авангард»). Именно о намерении России применить «Рубеж» с территории ракетного полигона «Капустин Яр» украинские эксперты и чиновники предупреждали ещё за день до удара по Днепру, а также подтвердили её применение сразу после удара. На следующий день после удара Пентагон заявил, что атака была произведена ракетой, созданной на базе РС-26 «Рубеж». Эксперт по российской ядерной политике Максим Старчак обратил внимание, что дальность полёта «Рубежа» должна была достигать 6000 километров, она должна была оснащаться четырьмя управляемыми боевыми блоками с предполагаемой мощностью ядерного боезаряда 0,3 мегатонны каждый, но при атаке на Днепр на видео было заметно семь взорвавшихся боеголовок, хотя, вероятно, их было восемь. Также эксперт заявил, что слова Владимира Путина о неспособности современных систем ПРО и ПВО уничтожить ракету не могут быть подтверждены без реальных боевых попыток сбить её. Ракету во время её полета над атмосферой могут попытаться сбить американские системы THAAD или SM-3 и израильская «Стрела-3». У Украины по состоянию на конец 2024 года таких систем не было.
22 ноября 2024 года Владимир Путин провёл совещание с руководством Минобороны, представителями ВПК и разработчиками ракетных систем, на котором было решено принять комплекс «Орешник» на вооружение в Ракетные войска стратегического назначения и наладить его серийное производство. На этом же совещании российский президент пообещал продолжить испытания этого ракетного комплекса в боевых условиях.
По оценке Минобороны Украины, ракета имеет шесть боеголовок, каждая их которых несёт шесть суббоеприпасов.
Эксперты оценили использование обычных взрывчатых веществ в ракетах средней и межконтинентальной дальности как неэффективное, в том числе финансово. Указывается на недостаточную точность ракеты. Говоря о непригодности для массового применения столь дорогой и низкоточной ракеты, военный аналитик Сергей Ауслендер отметил, что её первоначальная цель заключалась в доставке ядерной боеголовки, и в этом контексте подобные недостатки были бы менее критичны. Большой проблемой является также то, что противник может не знать, что запущенная межконтинентальная ракета не несёт ядерного заряда, и среагировать как при ядерной атаке.
28 ноября 2024 года Путин объявил, что «Орешник» поставлен на серийное производство российскими заводами.

## Удар по Днепру
20 ноября США предупредили Украину и других союзников о «потенциальной значительной воздушной атаке». В тот же день США и ряд других стран закрывали свои посольства в Киеве.
Согласно заявлению Путина, 21 ноября 2024 года ракета «Орешник» в безъядерном оснащении была применена Россией по заводу «Южмаш» в украинском городе Днепре. Предположительно, запуск был осуществлен с полигона «Капустин Яр», то есть фактическая дальность полета ракеты составила около 800—850 километров, как у ракеты малой дальности. По оценке Минобороны Украины, ракета была запущена с «Капустиного Яра», находилась в полете 15 минут, а пиковая скорость достигла 11 махов.
По словам Владимира Путина, это был пуск-испытание в боевых условиях. Путин заявил, что удар был нанесён в ответ на разрешение союзников Украины применять ракеты ATACMS и Storm Shadow по военным объектам на территории России, однако, согласно Reuters и The New York Times, начальник Генштаба РФ Валерий Герасимов в телефонном разговоре с председателем Комитета начальников штабов ВС США Чарльзом Брауном признал, что удар был запланирован задолго до согласия администрации Байдена разрешить Украине применять американские ракеты для ударов по территории России. Перед запуском Россия предупредила США о запуске ракеты через каналы уменьшения риска ядерного конфликта за 30 минут до пуска.
Фотографии обломков ракеты опубликовал CNN. По серийному номеру, видному на одном из снимков, журналисты установили, что на месте удара была найдена деталь от разрабатываемой с 1998 года межконтинентальной баллистической ракеты Р-30 «Булава».
Эксперт по ядерному нераспространению Джефри Льюис высказал мнение, что судя по опубликованным после удара спутниковым снимкам, завод «Южмаш», вероятно, не понёс серьёзных повреждений, и что ракета была применена скорее не с военной, но с психологической целью запугивания. По мнению директора проекта по противоракетной обороне в Центре стратегических и международных исследований в Вашингтоне Тома Карако, инертные боеголовки на таких скоростях наносят «чертовски большой ушерб». Британский эксперт по вопросам обороны и военного анализа Тимоти Райт считает, что оценку повреждений невозможно провести без чётких снимков. Эксперты отметили, что боеголовки несли очень мало или вообще не имели взрывчатых веществ.

### Реакция
Президент Украины Владимир Зеленский назвал удар «серьезным увеличением масштаба и жестокости этой войны, циничным нарушением Россией Устава ООН», а также заявил, что мир должен жестоко отреагировать на расширение войны, но «сейчас сильной реакции мира нет».
Канцлер Германии Олаф Шольц назвал ситуацию «ужасной эскалацией» и заявил, что для того, чтобы избежать усиления конфронтации между Россией и НАТО, его страна не намерена отправлять Украине крылатые ракеты Taurus.
Пресс-секретарь Генерального секретаря ООН Стефан Дюжаррик назвал российский удар «тревожным и пугающим развитием» и призвал деэскалировать ситуацию.
Совет Украина — НАТО 26 ноября 2024 года назвал удар по Днепру «очередной попыткой России терроризировать гражданское население Украины и запугать тех, кто поддерживает Украину, защищающую себя от незаконной и неспровоцированной агрессии России», а также что применение Россией экспериментальной ракеты «не изменит ход конфликта и не удержит союзников по НАТО от поддержки Украины».
Эксперт по российской ядерной политике Максим Старчак считает, что если «Орешник» действительно является модификацией «Рубежа» и имеет межконтинентальную дальность, то Россия нарушила действующий договор СНВ-3.
26 ноября МО РФ сообщило об очередном ударе ракетами ATACMS по российскому военному аэродрому в Халине Курской области. По мнению одного из российских телеграм-каналов, удар «Орешником» желаемого эффекта ограничения ударов по территории РФ не добился.

### Кампания запугивания
Эксперты пишут, что Путин запустил ракету по Днепру для запугивания ядерным ударом в ответ на неуспешную попытку установить «красные линии» с целью избежать атак поставляемыми США ракетами по территории России. Ряд СМИ и медийных персон оценивает удар новой ракетой по Украине 21 ноября 2024 года как ядерный шантаж. В частности, The Economist выпустил статью под заголовком «Vladimir Putin fires a new missile to amplify his nuclear threats» (пер. «Владимир Путин запустил новую ракету, чтобы усилить свои ядерные угрозы»), а Институт изучения войны считает, что Владимир Путин риторически связал удар 21 ноября «Орешником» с российским ядерным потенциалом, чтобы удержать западные государства от поддержки Украины. Исполнительный директор Ассоциации по контролю над вооружениями Дэрил Кимболл призывал не преувеличивать степень опасности новой ракеты, так как Россия регулярно атакует Украину другими боеприпасами, способными нести ядерный заряд. Эксперт по российской ядерной политике Максим Старчак считает, что целью применения было не нанести военный ущерб, а оказать давление и напугать жителей Европы, чтобы они подтолкнули свои правительства принять требования России. По мнению анонимного журналиста издания Медуза, «вероятно, по замыслу Кремля, новая администрация США должна получить в наследство от старой страх перед эскалацией конфликта с Россией»[значимость факта?].
Как сообщили журналисты The Moscow Times, удар ракетой средней дальности был частью пропагандистской кампании запугивания руководства и населения стран Запада, проведенной российскими военными и спецслужбами в ответ на разрешение Украине наносить удары по России дальнобойными ракетами с целью заставить Запад подчиниться требованиям Москвы.
Военный эксперт Матье Булег из Chatham House (Великобритания) считает, что хотя «Орешник» не меняет расклад на поле боя, но он хорошо выполняет цели Кремля по запугиванию аудитории Запада.
По мнению Джеймса Дж. Таунсенда, старшего научного сотрудника «Центра новой американской безопасности», использование «Орешника» стало демонстрацией недовольства Россией из-за использования ракет большей дальности, произведённых на Западе, и сообщением Украине и будущему президенту США Дональду Трампу о том, что Россия планирует добиваться своих целей вне зависимости от поддержки Украины Западом.